# Stranded in the Jungle

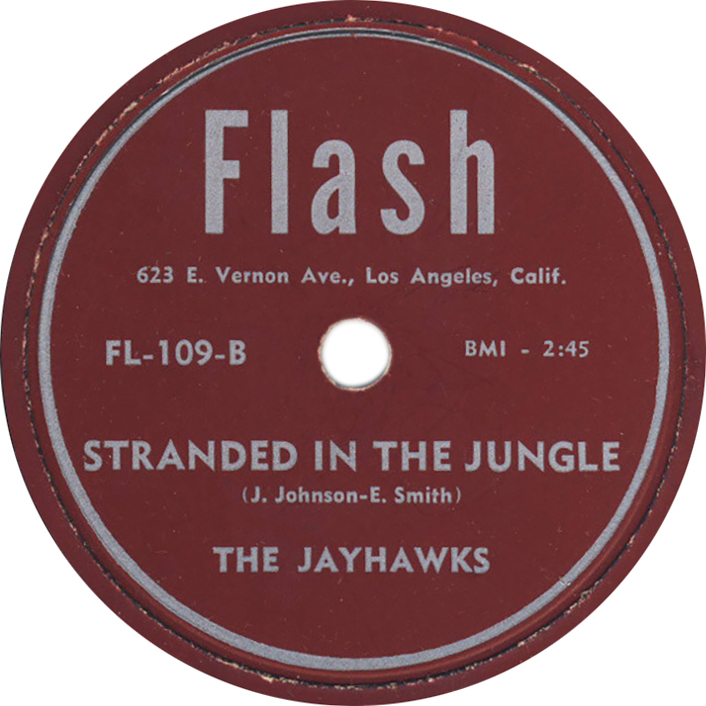
Stranded in the Jungle, 1956

Stranded in the Jungle ist ein Doo-Wop-Song. Er wurde von James Johnson und Ernestine Smith geschrieben und 1956 von The Jayhawks veröffentlicht. 

## Inhalt und Veröffentlichung
Das Lied handelt von einem Mann, der im Dschungel gestrandet ist und dort seine Seele verloren hat, dann aber zurückkehrt und sich nach seiner Geliebten sehnt.
Das Lied wurde erstmals am 2. Oktober 1955 beim ersten Studiotermin der Jayhawks aufgenommen. Für die erste, erfolglose Single wurden zwei andere Titel ausgewählt. So erschien Stranded in the Jungle erst als zweite Single am 2. Mai 1956 und erhielt sofort gute Kritiken; die Jayhawks kamen damit noch im selben Monat in eine Fernsehshow. 
The Cadets brachten eine weitere Version des Titels heraus. Am 18. Juli 1956 standen beide Versionen gleichzeitig in den Top Twenty der US-amerikanischen Charts auf Platz 16 und 18. Nach diesem Erfolg benannten sich die Jayhawks in Vibrations um, die Gruppe gab es bis 1976.

## Weitere Versionen
Der Titel Stranded in the Jungle blieb in den USA populär und wurde noch Jahrzehnte später oft gecovert, zum Beispiel von den New York Dolls 1974 und von David Johansen 1982. Frank Zappa spielte es 1976 als einziges nicht von ihm geschriebenes Lied auf seiner USA-Tournee, der Konzertmitschnitt wurde jedoch erst lange nach seinem Tod 2009 auf dem Album Philly ’76 veröffentlicht.